# ریجکت شاپ
ریجکت شاپ (انگلیسی: The Reject Shop) شرکت خرده‌فروشی استرالیایی است، که در سال ۱۹۷۹ تأسیس شد.